# Kostolište
Kostolište – wieś i gmina (obec) w powiecie Malacky, w kraju bratysławskim na Słowacji. Leży w środkowej części Niziny Zahorskiej, w dolinie strugi Ježovka, w odległości 1 km na zachód od miasta Malacky.
Pierwsza pisemna wzmianka o miejscowości pochodzi z 1206. W 1271 wzmiankowana jako pratum Kylpiruus, w 1373 – Kykrillen, w 1423 – Kirchle, w 1488 – Kyryhporc, w 1773 – Kiripolcz, w 1808 – Krýpolec, w 1920 – Kiripolec. Na przestrzeni wieków wieś nosiła też węgierskie nazwy Kuripolc, Egyházhely, oraz niemiecką Kirchplatz. Obecną nazwę otrzymała w 1948.
We wsi znajduje się kościół rzymskokatolicki, pierwotnie gotycki, wzmiankowany w 1563. W XVII w. otrzymał nowe sklepienie i wieżę. Obraz ołtarzowy z 1930 autorstwa urodzonego we wsi malarza, Martina Benki. W Kostolištem znajduje się izba pamięci poświęcona temu twórcy.
W 2011 roku populacja wsi wynosiła 1181 osób, 94,9% mieszkańców podało narodowość słowacką.